# The E.N.D.
The E.N.D. (The Energy Never Dies) ist das fünfte Studioalbum der US-amerikanischen Hip-Hop-Gruppe The Black Eyed Peas. Es erschien am 5. Juni 2009 in mehreren Versionen und Tonträgerformaten. Dieses Album ist durch eine eindeutige Abkehr vom bisherigen funklastigen Stil der Gruppe gekennzeichnet. So wurde für die Produktion des Albums der französische House-DJ David Guetta engagiert. Es verkaufte sich laut Quellen weltweit über 11 Millionen Mal.

## Titel
Über den Albumnamen wurde schon 2006, während Fergie ihr Solo-Debüt The Dutchess veröffentlichte, nachgedacht. Ursprünglich sollte es den Namen Evolution erhalten. Jedoch wurde er wieder verworfen, nachdem bekannt wurde, dass Ciaras zweites Album, welches noch im selben Jahr (2006) erscheinen sollte, denselben Namen tragen würde. Danach war der Titel From Roots to Fruits im Gespräch. Allerdings befand die Gruppe, dass dieser Titel besser zu einem zukünftigen Greatest-Hits-Album passen würde. Letztlich nannte man das Album The Energy Never Dies, abgekürzt als The E.N.D. Will.i.am bestätigte den Namen in einem Interview, in welchem er für sein drittes Studioalbum Songs About Girls warb.

## Veröffentlichung
Ursprünglich war die Veröffentlichung des Albums für den 15. Oktober 2008 geplant, allerdings arbeiteten The Black Eyed Peas noch an weiteren Liedern. Am 10. März 2009 erschien die erste Single-Auskoppelung Boom Boom Pow, die in den Vereinigten Staaten innerhalb kürzester Zeit 465.000-mal über Download-Shops verkauft wurde. Der Song erreichte Platz 1 der Billboard Hot 100 und der kanadischen Charts. Am 3. Juni erschien das Album The E.N.D., das ebenfalls die Spitzenposition in der US-amerikanischen Albumhitparade erreichte. In den anderen Ländern war der Erfolg im Vergleich zum Vorgänger Monkey Business hingegen etwas schwächer. Die zweite Auskopplung zum Album I Gotta Feeling wurde am 16. Juni 2009 veröffentlicht und wurde ebenfalls ein Erfolg.

## Stil
Das Album ist stark vom Stil der elektronischen Tanzmusik beeinflusst, wie Produzent und Sänger Will.i.am verdeutlicht.

„Das ist ganz klar ein Clubalbum. Traditionell sind wir ja immer von verschiedenen Ländern beeinflusst, es gibt also etwa wieder indische Elemente und Dub-Musik. Diesmal kommt der Electro-Einfluss etwas stärker zum Tragen. Ich würde sagen, die Platte ist etwas futuristischer und ideal zum Kalorienverbrennen.“

## Titelliste

### Standard Edition
1. Boom Boom Pow – 5:08
2. Rock That Body – 4:29
3. Meet Me Halfway – 4:44
4. Imma Be – 4:16
5. I Gotta Feeling – 4:49
6. Alive – 5:03
7. Missing You – 4:35
8. Ring-A-Ling – 4:33
9. Party All the Time – 4:44
10. Out of My Head – 3:52
11. Electric City – 4:08
12. Showdown – 4:27
13. Now Generation – 4:06
14. One Tribe – 4:41
15. Rockin to the Beat – 3:45
16. Mare – 2:55

### Deluxe Edition
Zusätzlich zur normalen Standard-Edition enthält die Deluxe-Edition noch eine Bonus-CD, auf der sich vier neue Lieder (inklusive Mare), sechs Remixe von früheren Singles sowie ein 30-minütiges Making-of-Video zum Album befinden.
CD 1
1. Boom Boom Pow – 5:08
2. Rock That Body – 4:29
3. Meet Me Halfway – 4:44
4. Imma Be – 4:16
5. I Gotta Feeling – 4:49
6. Alive – 5:03
7. Missing You – 4:35
8. Ring-A-Ling – 4:33
9. Party All the Time – 4:44
10. Out of My Head – 3:52
11. Electric City – 4:08
12. Showdown – 4:27
13. Now Generation – 4:06
14. One Tribe – 4:41
15. Rockin to the Beat – 3:45

CD 2
1. Where Ya Wanna Go – 5:08
2. Simple Little Melody (Bonustrack auf der japanischen Standard-Version) – 3:12
3. Mare (Internationaler Bonustrack auf der Standard-Version) – 2:55
4. Don’t Bring Me Down – 3:11
5. Pump It Harder (Pump-It-Remix) – 3:52
6. Let’s Get Re-Started (Remix von Let’s Get Retarded / Let’s Get It Started) – 2:57
7. Shut the Phunk Up (zensierte Knee-Deep-Remix-Version von Shut Up) – 4:19
8. That’s the Joint (Remix von Joints & Jams) – 3:48
9. Another Weekend (Weekends-Remix) – 4:10
10. Don’t Phunk Around (Chicago-House-Remix von Don’t Phunk With My Heart) – 3:47
11. Making of The E.N.D. (Video) – 29:59

## Singles

### Boom Boom Pow

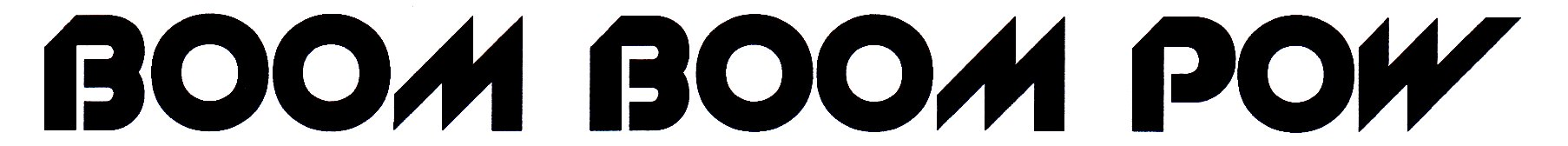
Schriftzug Boom Boom Pow

Boom Boom Pow ist die erste Singleauskopplung aus dem Album The E.N.D. Im Gegensatz zu früheren Songs der Black Eyed Peas ist Boom Boom Pow sehr futuristisch und dem Electro-Hop-Genre zuzuordnen.

In Deutschland erreichte Boom Boom Pow Platz drei der Single-Charts und war dort die bis dato dritterfolgreichste Single der Black Eyed Peas. Anfang 2010 wurde sie mit Gold für über 150.000 verkaufte Einheiten ausgezeichnet. In den USA konnte die Single aufgrund von gutem Airplay innerhalb von drei Wochen bis auf Platz 39 der Billboard Hot 100 klettern. Nach der Veröffentlichung des Songs stieg er mit 456.000 verkauften Exemplaren in der vierten Chartwoche auf Platz 1, wo er sich insgesamt 12 ununterbrochene Wochen halten konnte und die erste Nummer-eins-Single der Black Eyed Peas in den USA wurde. Innerhalb von 23 Wochen verkaufte sich Boom Boom Pow in den USA insgesamt 4.295.000-mal durch Downloads und ist somit der sich am schnellsten verkaufende Song in der Geschichte der Billboard-Charts.

Platz eins der jeweiligen Single-Charts erreichte der Song außerdem in Australien, Großbritannien und Kanada sowie Top-10-Platzierungen in über 20 weiteren Ländern.
Fergie sagte in einem Interview bei The Insider, dass das Video ab dem 8. März 2009 aufgenommen wurde.
Das Making-of des Videos wurde bei MTV am 8. April veröffentlicht.
In einem MTV-Interview hieß es, „das Konzept des Videos ist die Wiedergeburt der Peas in einem digitalen Jenseits. In einer Transformation gehen wir in eine Art von Geburt oder einen Kokon und kommen am anderen Ende in einer Form von Energie an. Dies hat Parallelen zur Musikindustrie. Heutzutage wird alles heruntergeladen.“ Das Musikvideo, das von Mathew Cullen produziert wurde, feierte am 18. April Weltpremiere zusammen mit dem neuen Black-Eyed-Peas-Kanal auf Dipdive.
Am 2. Dezember 2009 erhielt Boom Boom Pow eine Nominierung in der Kategorie Best Dance Recording bei den 52. Grammy Awards.
Am 5. Mai 2009 wurde zusätzlich zur normalen Single eine Remix-EP veröffentlicht, die nur als Download zur Verfügung stand. Fortan wird es zu jeder Single aus The E.N.D. eine Remix-EP geben.

### I Gotta Feeling

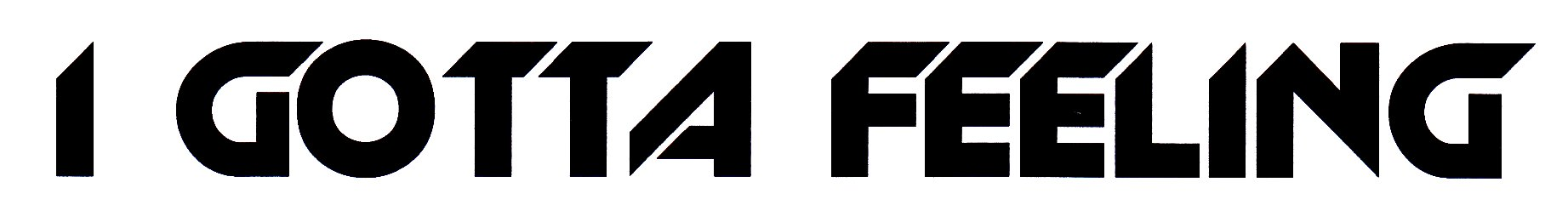
Schriftzug von I Gotta Feeling

I Gotta Feeling ist die zweite Singleauskopplung aus dem Album The E.N.D. und die bislang erfolgreichste Single der Black Eyed Peas. Produziert wurde der Song vom französischen House-DJ David Guetta, der ebenfalls für den offiziellen Remix der Single verantwortlich zeichnete.

Wie die Vorgänger-Single erreichte auch I Gotta Feeling Platz drei der deutschen Single-Charts, konnte sich jedoch länger in den oberen Charträngen halten.

In den USA stieg I Gotta Feeling direkt auf Platz zwei der Billboard Hot 100 ein und brachte den Black Eyed Peas so eine Doppelführung ein, denn Boom Boom Pow stand zu diesem Zeitpunkt noch immer auf Platz eins. Somit wurden die Black Eyed Peas zu einem von nur elf Künstlern, denen dies in der Geschichte der Billboard-Charts jemals gelang. In der Folgewoche tauschten die beiden Singles die Plätze, sodass I Gotta Feeling zum zweiten Nummer-eins-Hit der Peas in den USA wurde und sie zudem zur nur vierten Gruppe wurden, die sich je selbst von Platz eins ablöste.

I Gotta Feeling führte die Spitzenplatzierung in den USA 14 ununterbrochene Wochen an und bescherte den Black Eyed Peas so einen Rekord für die meisten ununterbrochenen Wochen auf Platz eins, nämlich 26, oder vereinfacht gesagt: ein halbes Jahr (Boom Boom Pow: 12, I Gotta Feeling: 14). In Großbritannien erreichte das Lied ebenfalls Rang eins und hielt sich insgesamt 109 Wochen in den Charts, womit es eines der Lieder ist, die sich am längsten in den britischen Singlecharts halten konnten. Insgesamt erreichte die Single in über 25 Ländern Platz eins.
Am 2. Dezember 2009 erhielt I Gotta Feeling zwei Nominierungen in den Kategorien Record of the Year und Best Pop Performance by a Duo or Group with Vocals bei den 52. Grammy Awards.
Am 15. September 2009 wurde die Remix-EP namens Invasion of I Gotta Feeling (Megamix) – EP veröffentlicht.

### Meet Me Halfway

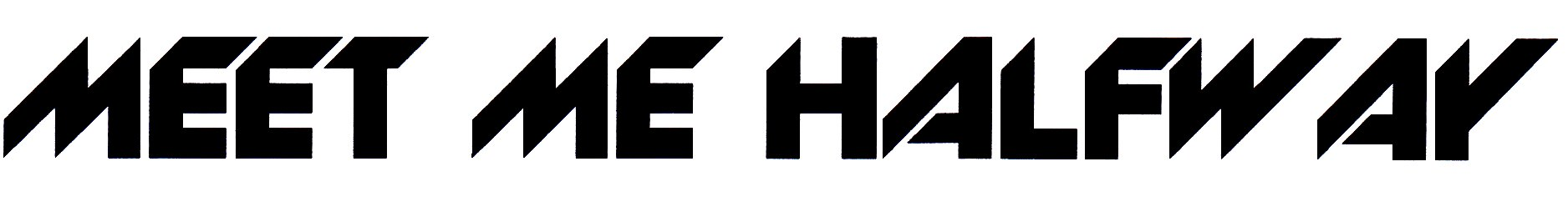
Schriftzug von Meet Me Halfway

Meet Me Halfway ist die dritte Singleauskopplung aus The E.N.D. Im Vorfeld wurde sie bereits am 2. Juni 2009 als Teil des Countdown to The E.N.D. als dritte und letzte Promotion-Single zum Album veröffentlicht.
In Deutschland stieg die Single auf Platz zwei ein und erreichte in der Folgewoche Platz eins. Somit ist sie dort die dritterfolgreichste sowie die dritte Nummer-1-Single der Black Eyed Peas.
Im Gegensatz zu Boom Boom Pow und I Gotta Feeling schaffte es Meet Me Halfway in den USA bislang nur bis auf Platz sieben und konnte so nicht an den Erfolg der Vorgänger-Singles anknüpfen.
Jedoch gelang es den Black Eyed Peas in Großbritannien und Australien, auch mit Meet Me Halfway die Spitze der Charts zu erreichen. Somit ist die Single dort bereits der dritte Charttopper aus The E.N.D. Des Weiteren erreichte es auch in beiden belgischen Charts (Flandern, Wallonien) Platz eins.
Im Gesangsteil direkt nach dem Refrain (La, la, la) wird die Melodie von Cyndi Laupers Hit Time After Time (1983) verwendet, auch wenn dies nirgendwo als Zitat erwähnt wird.
Am 17. November erschien die dazugehörige Remix-EP.

### Imma Be

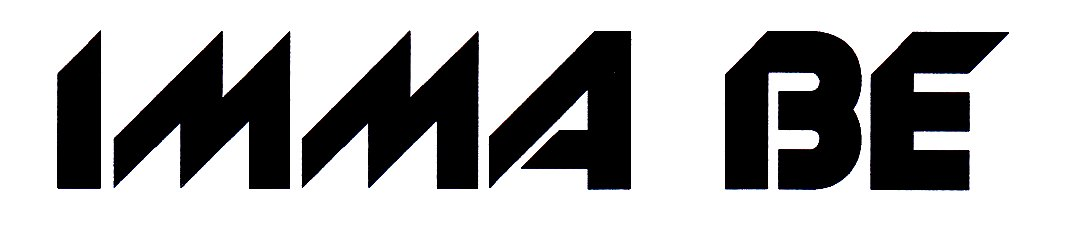
Schriftzug Imma Be

Nachdem zuerst Missing You als vierte Single gehandelt worden war, gab es dann zwei länderspezifische Singles. In den USA wurde Imma Be die vierte Singleauskopplung aus dem Album und im Rest der Welt Rock That Body.
Genau wie Meet Me Halfway wurde auch Imma Be bereits als Promo-Single im Laufe des Countdown to The E.N.D. am 19. Mai 2009 veröffentlicht. Aufgrund von starken Downloads konnte die Single nach der Promo-Veröffentlichung bis auf Platz 50 der Billboard Charts und Platz 48 der kanadischen Single-Charts steigen. Imma Be wurde am 15. Dezember 2009 an amerikanische Radiostationen gesendet. Der Song wurde der dritte Nummer-eins-Hit der Black Eyed Peas in den USA aus diesem Album. Damit sind sie die erste Gruppe seit Wilson Phillips, die drei Nummer-eins-Hits aus einem Album in den USA hatte, welches Wilson Phillips 1990/1991 gelang. Des Weiteren konnte der Song bislang auf Platz 130 der UK-Charts und bis auf Platz 5 der kanadischen Single-Charts steigen, obwohl er dort nicht als Single veröffentlicht wurde. In Australien platzierte er sich auf Platz 7 und wurde somit zum 13. Top-10-Hit der Black Eyed Peas in Folge.
Bei den 52. Grammy Awards 2010 sangen die Black Eyed Peas ein Medley aus Imma Be und I Gotta Feeling live, woraufhin beide Songs in den iTunes-Charts stark stiegen.

### Rock That Body

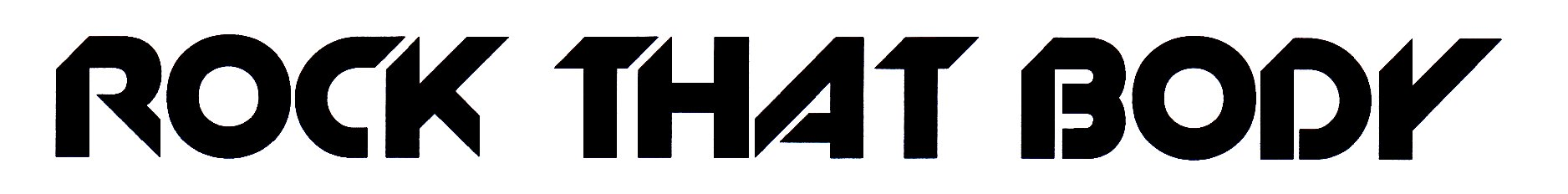
Schriftzug von Rock That Body

Rock That Body ist die vierte (beziehungsweise in den USA die fünfte) und letzte Singleauskopplung aus dem Album. In Deutschland wurde sie am 19. März veröffentlicht und stieg daraufhin auf Platz 14 der Singles-Charts ein. In Österreich erreichte es Platz 7 der Charts und bescherte den Black Eyed Peas somit ihre vierte Top-10-Single aus The E.N.D. und zudem die bislang höchste Chartplatzierung für Rock That Body. Des Weiteren platzierte es sich auf Platz 41 der kanadischen, Platz 16 der neuseeländischen und Platz 11 der britischen Single-Charts. In Australien schaffte es das Lied bis auf Platz 8 und in Irland auf Platz 9.

### Promo-Singles
Im Zuge der Veröffentlichung von The E.N.D. wurde innerhalb von drei Wochen vor der Veröffentlichung des Albums eine promotionale Single pro Woche veröffentlicht. Diese wurden zuerst von Will.i.am persönlich auf seinem Dipdive-Blog vorgestellt und dann in allen englischsprachigen iTunes Stores als Countdown to The E.N.D. veröffentlicht.

Zwar meinte Will.i.am mehrmals, dass diese promotionalen Singles nicht mit „normalen“ Singles zu verwechseln seien, doch bis jetzt wurden beziehungsweise werden zwei von ebendiesen als Singles aus The E.N.D. veröffentlicht.
Imma Be war die erste Promo-Single. Sie wurde am 17. Mai in Großbritannien, am 18. Mai in Australien und am 19. Mai 2009 weltweit veröffentlicht.

„here is another song from THE E.N.D

its called “imma be”

this is the official version …

no its not the next single …

its just a song for you guys to enjoy …

befor the album comes out we will preview other songs as well…

"keep dippin’ in on dipdive"“

Alive war die zweite Promo-Single. Sie wurde am 24. Mai in Großbritannien, am 25. Mai in Australien und am 16. Mai 2009 weltweit veröffentlicht.

„alive is a song about love …

its about a relationship …

when the person makes you feel new …

when the one yoiu love makes you feel like nothing negitive in the world matters …

“alive”

i am so proud of this songs production …

listen to the layers, textures and elements …
:)

i just love this song …“

Meet Me Halfway war die dritte und letzte Promo-Single. Sie wurde am 1. Juni in Australien und am 2. Juni 2009 weltweit veröffentlicht. Später wurde sie als offizielle dritte Single aus The E.N.D. veröffentlicht.

„this song is dedicated to lovers in relationships that have sacrificed so much…

love hurts…

and love makes you crazy…

but love will only last for ever when you make it last…

listen to the lyrics on this song…

its about comprimise, dedication, responsiblity, effort, and of course dreams…

love is nothing without dreams…

in this song the woman in love has gone as far as she could for love…

and she needs her man to meet her half way…

the artwork i made for this song explains the song perfectly…

(a road, and outerspace)

you know its impossible to drive a car, or walk to outspace…

this picture is 2 people traveling on the path of love trying to meet half way…

one travels by road, the other by the stars…

and they are to meet in the middle…
:)

i love this song…“

Zudem stellte Will.i.am auf seinem Dipdive-Blog Party All The Time und Missing You inklusive Covern vor Erschienen des Albums vorgestellt. Später folgte noch Electric City mit einem Fan-made-Cover.

### Singles in den Charts
| Jahr | Titel           | Höchstplatzierung, Gesamtwochen, AuszeichnungChartplatzierungen (Jahr, Titel, , Platzierungen, Wochen, Auszeichnungen, Anmerkungen) | Höchstplatzierung, Gesamtwochen, AuszeichnungChartplatzierungen (Jahr, Titel, , Platzierungen, Wochen, Auszeichnungen, Anmerkungen) | Höchstplatzierung, Gesamtwochen, AuszeichnungChartplatzierungen (Jahr, Titel, , Platzierungen, Wochen, Auszeichnungen, Anmerkungen) | Höchstplatzierung, Gesamtwochen, AuszeichnungChartplatzierungen (Jahr, Titel, , Platzierungen, Wochen, Auszeichnungen, Anmerkungen) | Höchstplatzierung, Gesamtwochen, AuszeichnungChartplatzierungen (Jahr, Titel, , Platzierungen, Wochen, Auszeichnungen, Anmerkungen) | Anmerkungen                                                    |
| Jahr | Titel           | DE | AT | CH | UK | US | Anmerkungen                                                    |
| ---- | --------------- | --- | --- | --- | --- | --- | -------------------------------------------------------------- |
| 2009 | Boom Boom Pow   | DE3 (31 Wo.)DE | AT3 (30 Wo.)AT | CH4 (46 Wo.)CH | UK1 (32 Wo.)UK | US1 (33 Wo.)US | Erstveröffentlichung: 30. März 2009 Verkäufe: + 9.668.191      |
| 2009 | I Gotta Feeling | DE3 (95 Wo.)DE | AT1 (62 Wo.)AT | CH1 (87 Wo.)CH | UK1 (78 Wo.)UK | US1 (56 Wo.)US | Erstveröffentlichung: 21. Mai 2009 Verkäufe: + 16.760.684      |
| 2009 | Meet Me Halfway | DE1 (37 Wo.)DE | AT4 (26 Wo.)AT | CH3 (34 Wo.)CH | UK1 (31 Wo.)UK | US7 (24 Wo.)US | Erstveröffentlichung: 23. September 2009 Verkäufe: + 4.415.000 |
| 2010 | Rock That Body  | DE10 (… Wo.)DE | AT7 (17 Wo.)AT | CH27 (12 Wo.)CH | UK11 (12 Wo.)UK | US9 (18 Wo.)US | Erstveröffentlichung: 29. Januar 2010 Verkäufe: + 437.100      |
| 2010 | Imma Be         | DE49 (4 Wo.)DE | — | — | UK75 (2 Wo.)UK | US1 (27 Wo.)US | Erstveröffentlichung: 31. Mai 2010 Verkäufe: + 2.452.323       |

## Rezeption
Das Album wurde bei Kritikern gemischt aufgenommen. Dani Fromm vom deutschen E-Zine laut.de bemängelte den vollzogenen Stilwechsel der Gruppe.

„Statt einen wie auch immer gearteten Trend zu setzen, hechelt man mit hängenden Zungen dem vor Jahren abgefahrenen Elektrozug hinterher.“

Marcus Wares von You FM lobte hingegen den Zeitgeist des Albums.

„Die Black Eyed Peas haben diesen Stil jetzt perfektioniert und ihn massentauglich gemacht. ‚The E.N.D.‘ ist Black Music auf der Höhe der Zeit und für jeden Geschmack.“

Auch der österreichische Musikjournalist Philipp Schmidt vom Magazin NOW! sah positive Seiten am Album.

„Wenn heute noch eine Gruppe die Weltjugend uniform zu ihrem Beat zappeln lassen kann, dann sind das im Sommer 2009 die Black Eyed Peas.“

Die Seite Metacritic errechnete aus 15 Kritiken englischsprachiger Medien mit 60 Prozent eine durchschnittliche Bewertung.
Das Unternehmen Allmusic vergab  Sterne.

## Kommerzieller Erfolg

### Chartplatzierungen
| ChartsChartplatzierungen       | Höchstplatzierung | Wochen |
| ------------------------------ | ----------------- | ------ |
| Deutschland (GfK)              | 2 (… Wo.)         | …      |
| Österreich (Ö3)                | 5 (56 Wo.)        | 56     |
| Schweiz (IFPI)                 | 2 (68 Wo.)        | 68     |
| Vereinigte Staaten (Billboard) | 1 (114 Wo.)       | 114    |
| Vereinigtes Königreich (OCC)   | 3 (93 Wo.)        | 93     |

| ChartsJahrescharts (2009)      | Platzierung |
| ------------------------------ | ----------- |
| Deutschland (GfK)              | 28          |
| Österreich (Ö3)                | 27          |
| Schweiz (IFPI)                 | 15          |
| Vereinigte Staaten (Billboard) | 10          |
| Vereinigtes Königreich (OCC)   | 4           |

| ChartsJahrescharts (2010)      | Platzierung |
| ------------------------------ | ----------- |
| Deutschland (GfK)              | 20          |
| Österreich (Ö3)                | 69          |
| Schweiz (IFPI)                 | 11          |
| Vereinigte Staaten (Billboard) | 10          |
| Vereinigtes Königreich (OCC)   | 23          |

| ChartsJahrescharts (2011)      | Platzierung |
| ------------------------------ | ----------- |
| Vereinigte Staaten (Billboard) | 114         |

### Auszeichnungen für Musikverkäufe
| Land/Region                  | Auszeichnungen für Musikverkäufe (Land/Region, Auszeichnung, Verkäufe) | Verkäufe    |
| ---------------------------- | ---------------------------------------------------------------------- | ----------- |
| Australien (ARIA)            | 4× Platin                                                              | 280.000     |
| Belgien (BRMA)               | 3× Platin                                                              | (90.000)    |
| Brasilien (PMB)              | Platin                                                                 | 60.000      |
| Dänemark (IFPI)              | 2× Platin                                                              | (40.000)    |
| Deutschland (BVMI)           | 2× Platin                                                              | (400.000)   |
| Europa (IFPI)                | 3× Platin                                                              | 3.000.000   |
| Frankreich (SNEP)            | Diamant                                                                | (500.000)   |
| Golf-Kooperationsrat (IFPI)  | Platin                                                                 | 6.000       |
| Irland (IRMA)                | 4× Platin                                                              | (60.000)    |
| Italien (FIMI)               | 2× Platin                                                              | (100.000)   |
| Japan (RIAJ)                 | Platin                                                                 | 250.000     |
| Kanada (MC)                  | 5× Platin                                                              | 500.000     |
| Libanon (IFPI)               | Gold                                                                   | 3.000       |
| Mexiko (AMPROFON)            | Platin                                                                 | 80.000      |
| Neuseeland (RMNZ)            | 4× Platin                                                              | 60.000      |
| Polen (ZPAV)                 | Platin                                                                 | (20.000)    |
| Portugal (AFP)               | Platin                                                                 | (20.000)    |
| Russland (NFPF)              | Gold                                                                   | 10.000      |
| Schweiz (IFPI)               | 2× Platin                                                              | 60.000      |
| Singapur (RIAS)              | Platin                                                                 | 10.000      |
| Spanien (Promusicae)         | Platin                                                                 | (80.000)    |
| Vereinigte Staaten (RIAA)    | 6× Platin                                                              | 6.000.000   |
| Vereinigtes Königreich (BPI) | 5× Platin                                                              | (1.500.000) |
| Insgesamt                    | 2× Gold · 50× Platin · 1× Diamant ·                                    | 10.249.000  |

Hauptartikel: The Black Eyed Peas/Auszeichnungen für Musikverkäufe